# Nazionale femminile di rugby a 15 dell'Australia
La nazionale di rugby a 15 femminile dell’Australia (in inglese Australia women’s national rugby union team) è la selezione di rugby a 15 femminile che rappresenta l’Australia in ambito internazionale.
Nata nel 1994 su iniziativa dell’Australian Women’s Rugby Union, opera sotto la giurisdizione di Rugby Australia.
Partecipa ininterrottamente dal 1998 alla Coppa del Mondo, e nelle sei edizioni disputate al 2018 vanta come miglior risultato un terzo posto nel 2010; nelle altre cinque edizioni vanta piazzamenti tra il quinto e il settimo posto.
Nel suo primo quarto di secolo di attività la squadra ha giocato meno di cinquanta incontri internazionali, principalmente per le difficoltà di sviluppo iniziale e l’onerosità delle trasferte, e a seguire per via dei fondi federali destinati in gran parte alla parallela attività a sette, in cui l’Australia è campionessa olimpica femminile.
Il commissario tecnico è, dal febbraio 2018, Dwayne Nestor.
Al 2 dicembre 2024 la squadra occupa la 5ª posizione del ranking World Rugby.

## Storia
Le prime tracce documentate di rugby a XV femminile (a XIII era già praticato fin dagli anni dieci) in Australia fanno data a fine anni trenta in due cittadine del Nuovo Galles del Sud, Armidale e Tamworth; tuttavia la guerra, che portò gli uomini alle armi e le donne in fabbrica, sostanzialmente fermò qualsiasi attività sportiva femminile.
Si dovettero attendere più di quarant’anni per vedere organizzarsi il rugby giocato dalle donne: fu nel 1991, per iniziativa di un dirigente sportivo di Newcastle, che vide la luce una competizione locale di VII e, nel 1992, sempre in tale città cinque club a XV diedero vita a un embrione di campionato australiano al quale si aggregarono, nei due anni che seguirono, squadre provenienti dal Territorio del Nord, Queensland e Canberra.
Il 2 settembre 1994 l’Australia disputò il suo primo test match, al North Sydney Oval contro la Nuova Zelanda: le Black Ferns si imposero per 37 a zero, e per i successivi tre anni i confronti furono solo con le loro rivali oceaniane; solo nel 1997 le Wallaroos affrontarono una diversa avversaria, gli Stati Uniti, da cui persero a Brisbane per 24-28.
Nel 1998 l’Australia esordì in Coppa del Mondo in coincidenza della prima edizione ufficialmente organizzata dall’International Rugby Board; ai quarti di finale fu sconfitta dall’Inghilterra e a seguire vinse la finale per il quinto posto battendo la Scozia 25-15.
Quattro anni più tardi, in un girone che la vedeva contrapposta alle rivali della Nuova Zelanda, si classificò seconda venendo destinata ai play-off per il quinto posto, ripetendo il piazzamento dell’edizione precedente.
In Canada nel 2006 la squadra giunse ancora seconda nella fase a gironi ma perse la semifinale per il quinto posto, rivalendosi parzialmente nella finale per il settimo battendo l’Irlanda.
Fu nella Coppa del 2010 in Inghilterra che l’Australia ottenne la sua, fino ad allora e allo stato, maggior prestazione mondiale: qualificatasi alle semifinali come migliore seconda della fase a gironi, perse 0-15 contro l’Inghilterra e nella finale per il terzo posto al Twickenham Stoop batté 22-8 la Francia.
Di nuovo contrapposte alla Francia nel mondiale organizzato a Parigi e dintorni nel 2014, le australiane giunsero seconde nel girone e non riconfermarono il loro terzo posto di quattro anni prima, finendo il torneo al settimo posto.
Sotto le aspettative fu anche la presenza australiana alla Coppa del 2017 in Irlanda dove, nella fase a gironi, la squadra subì la sua peggior sconfitta della sua storia nel torneo (e seconda peggiore di sempre), uno 0-48 ancora dalla Francia che le impedì l’accesso in semifinale.
Nel gruppo delle posizioni di rincalzo la squadra batté le padrone di casa dell’Irlanda e nella finale per il quinto posto fu sconfitta dal Canada, chiudendo quindi sesta.
Ad agosto 2018, in occasione dei test match tra le nazionali maschili di Australia e Nuova Zelanda valide per la Bledisloe Cup, le rispettive federazioni si accordarono per organizzare negli stessi stadi e preliminarmente agli incontri maschili quelli tra le rappresentative femminili.
Nonostante la doppia sconfitta per le australiane (17-45 ad Auckland e 11-31 a Sydney), la circostanza è notevole perché le Wallaroos disputarono un incontro sul proprio suolo per la prima volta dopo dieci anni e più in generale il loro ottavo interno su 49 totali disputati, di cui solo 19 non ufficiali (fuori dalla Coppa del Mondo o a sue qualificazioni).
Da parte del C.T. Dwayne Nestor è stata sottolineata la necessità che l’incontro con la Nuova Zelanda diventi un appuntamento fisso per confrontarsi con realtà di più alto livello mentre la stampa non ha mancato di evidenziare che gli scarsi finanziamenti alla formazione femminile a XV impediscono lunghe trasferte e incontri con le squadre europee.

## Colori e simboli
I colori dell’uniforme, come tutti quelli di ogni squadra che rappresenti il Paese a livello internazionale, sono il verde e l’oro, ufficialmente dichiarati colori nazionali australiani il 19 aprile 1984.
La maglietta è di colore giallo oro e riporta sulla destra la stilizzazione di un wallaroo (macropus robustus), un canguro di taglia più piccola del wallaby che invece è la mascotte della nazionale maschile.
Sul lato sinistro è invece raffigurato uno scudo verde che contiene lo stemma ufficiale dell’Australia.
Dal 2014 il fornitore tecnico delle nazionali australiane è la ditta giapponese di equipaggiamento sportivo Asics; l'accordo fu firmato il 1º ottobre 2013.